# Francesco Gerbaldi
Francesco Gerbaldi (La Spezia, 29 luglio 1858 – Pavia, 29 giugno 1934) è stato un matematico italiano.

## Biografia
Laureatosi in Matematica nel 1879 all'Università degli Studi di Torino con Enrico D'Ovidio, di cui fu subito nominato assistente, trascorse alcuni periodi di studio a Pavia (dove conseguì la libera docenza in geometria nel 1882)  e in Germania, quindi passò alla Sapienza - Università di Roma, fin quando, conseguito l'ordinariato nel 1890, assunse la cattedra di Geometria analitica e proiettiva dell'Università degli Studi di Palermo, che resse fino al 1907, quando si trasferì all'Università di Pavia, dove concluse la carriera accademica nel 1931.
Si interessò principalmente di geometria e di algebra, in particolare della teoria delle forme algebriche e della geometria proiettiva, pubblicando un primo lavoro nel 1882 sulla geometria proiettiva delle coniche, i cui risultati sono stati poi riassunti in quello che sarà detto teorema di Gerbaldi. Successivamente, si dedicò all'applicazione dei metodi algebrici alla geometria analitica e proiettiva, contribuendo alla fondazione di quella che sarà la Scuola italiana di geometria algebrica, non solo attraverso i suoi lavori, ma anche formando, assieme ai suoi colleghi palermitani Giovanni Battista Guccia e Gabriele Torelli, numerosi allievi ricercatori e futuri docenti, fra cui Giuseppe Bagnera, Michele Cipolla, Michele De Franchis e Pasquale Calapso.
A Palermo, fu attivo collaboratore ed animatore del Circolo Matematico di Palermo, anche dopo il trasferimento a Pavia.

## Opere principali
- Primi elementi di aritmetica, 6 voll., F.lli Bocca Editori, Torino, 1887-92.
- Corso di geometria analitica e proiettiva, 3 voll., Tip. Marotta, Palermo, 1892-3.
- Appunti di geometria proiettiva e descrittiva, Tip. Bruni, Pavia, 1913.
- Scritti matematici offerti ad Enrico D'Onofrio in occasione del suo 75º compleanno (curato con Gino Loria), F.lli Bocca Editori, Torino, 1918.
- Lezioni di geometria proiettiva e descrittiva, Tip. Cucchi, Pellegrini, Pieroni & C., Pavia, 1922.